# Sugi
Sugi is een bestuurslaag in het regentschap Tapanuli Selatan van de provincie Noord-Sumatra, Indonesië. Sugi telt 630 inwoners (volkstelling 2010).